# Future 87
Der Massengutschiffstyp Future 87 des japanischen Schiffbauunternehmens IHI Marine United wird seit 2004/05 in Serie gebaut.

## Einzelheiten
Die Future-87-Baureihe wurde Mitte der 2000er Jahre von IHI Marine United, einem Gemeinschaftsunternehmen von IHI und Sumitomo Heavy Industries entworfen und beginnend mit der Alam Padu seit April 2005 an verschiedene Reedereien abgeliefert. Zu Beginn der Fertigung stand ein Dutzend Einheiten dieses bis dahin größten Typs im Orderbuch des Schiffbauunternehmens.
Die Schiffe sind als Kamsarmax-Massengutschiffe mit achtern angeordneten Aufbauten und Doppelhülle ausgelegt. Aufgrund ihrer Abmessungen sind die Einheiten besonders für den Transport von Bauxit aus Kamsar ausgelegt, können aber auch verschiedene andere Massengüter, wie zum Beispiel Getreide, Kohle und Mineralien befördern. Die Tankdecke der Laderäume ist für den Erztransport verstärkt ausgeführt. Es können darüber hinaus auch Sackgüter, Stahlprofile, -röhren und andere Massenstückgüter, jedoch keine Decksladungen transportiert werden. Sie haben sieben Laderäume mit jeweils eigener Luke, deren zum Öffnen seitlich aufzuschiebenden McGregor-Lukendeckel hydraulisch betätigt werden. Die Schiffe verfügen nicht über eigenes Ladegeschirr. Die Besonderheit des Schiffstyps ist die Auslegung als Doppelhüllenschiff mit größerer Gesamtbreite und geringerem Tiefgang als bei herkömmlichen Kamsarmax-Typen. Die aktuelle Bauvariante kann bei einem Entwurfstiefgang von 14,10 m rund 87.000 Tonnen transportieren und hat bei Schüttgütern einen Gesamtladeraumrauminhalt von 99.127 m³.
Der Antrieb der Schiffe besteht aus einem Zweitakt-Dieselmotor. Der Motor ermöglicht eine Geschwindigkeit von etwa 14,5 Knoten. Es stehen mehrere Hilfsdiesel und ein Notdiesel-Generator zur Verfügung.